# 李盼儂

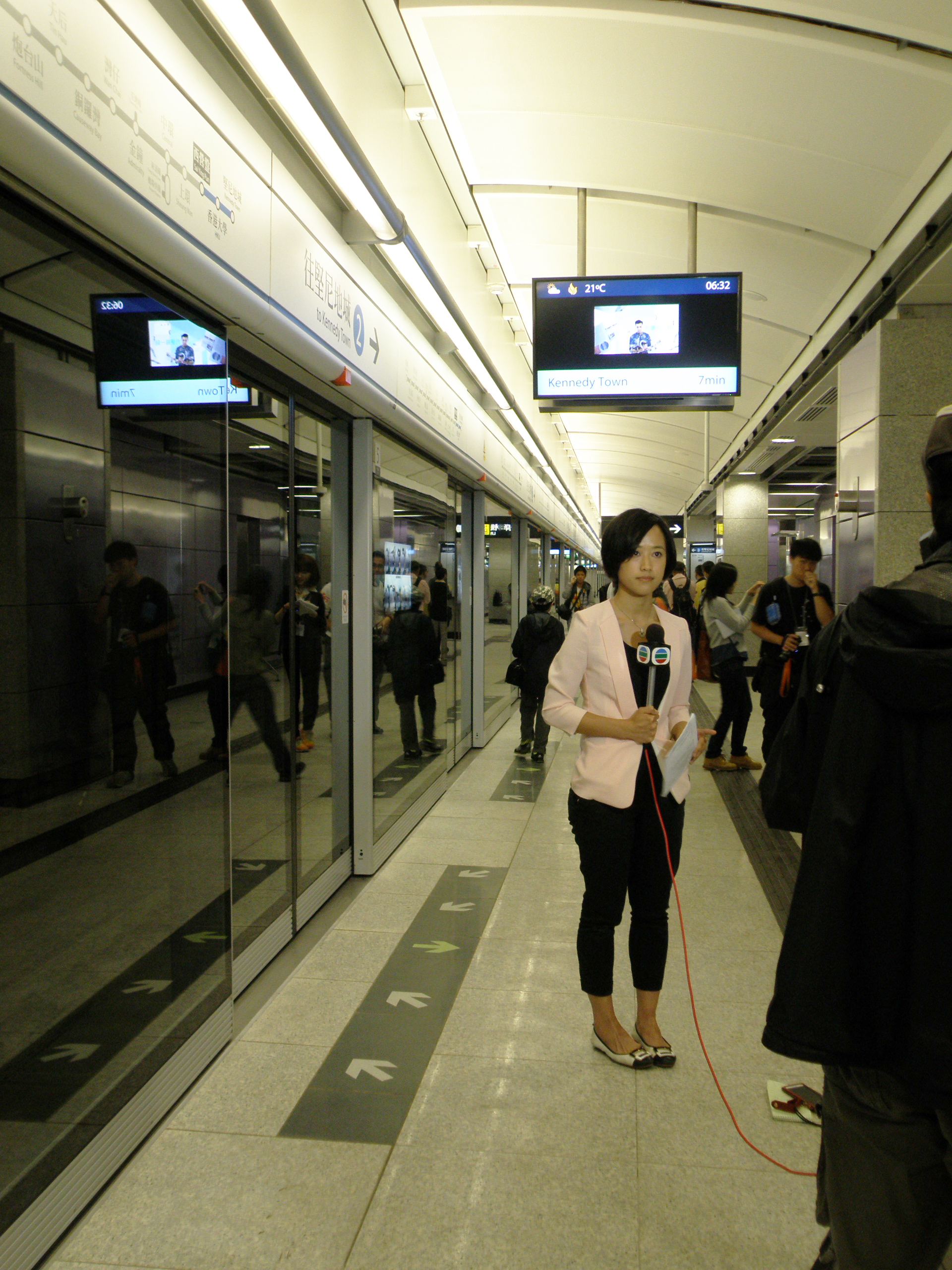
2015年3月29日，李盼儂於西營盤站

李盼儂（英語：Li Pan Lung, Rachel，1986年12月19日—，香港新聞從業員、節目主持及記者，香港樹仁大學新聞與傳播學系畢業。
李盼儂曾在蘋果日報（2008年）實習及星島日報（2010年）工作，在2010年7月加入亞視新聞，擔任記者，主要負責香港本地新聞及現場探訪，並在2011年2月開始與陳興昌一同主持ATV焦點。在2011年4月離開亞洲電視，加入無綫電視新聞及資訊部，任職高级記者，專責採訪香港教育及房屋新聞。2013年5月起擔任駐廣州記者。2016年10月起擔任駐北京記者，2017年8月晉升為副採訪主任。
2015年8月，李盼儂以駐北京記者身份採訪天津港危化品倉庫爆炸事故。
2018年7月11日及13日，李盼儂為無綫新聞以「特約記者」身份，報導劉霞抵達德國、諾貝爾獎委員會歡迎劉霞代劉曉波領獎，及劉曉波逝世一周年追思會的消息。
2018年11月，李盼儂轉職至香港電台多媒體新聞部擔任兼職記者，2019年2月離職。
2019年5月，轉職至香港賽馬會擔任副公共事務經理。

## 外部連結
- 李盼儂的新浪微博
- 055079 李盼儂LI PAN LUNG （页面存档备份，存于）